# Simone Brentana
Simone Brentana (Venezia, 20 gennaio 1656 – Verona, 9 giugno 1742) è stato un pittore italiano, particolarmente affascinato dai massimi pittori del Cinquecento, in particolare dal Tintoretto, e studioso dell'anatomia, della prospettiva e dell'ottica.

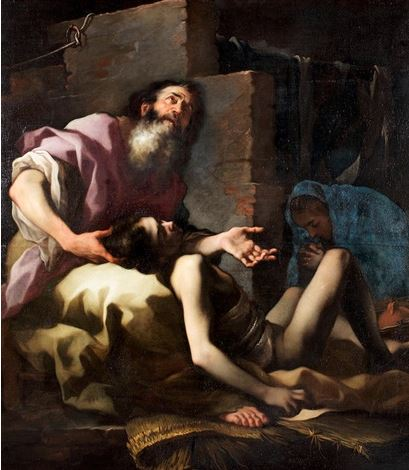
Simone Brentana, Il profeta Eliseo risuscita il figlio della donna sunamita

Brentana si applicò in un primo momento allo studio della musica, quindi a quello della matematica e solo in un secondo momento scoprì una vocazione per la pittura; frequentò quindi l'Accademia di pittura a Venezia, dove fu allievo di Pietro Negri. Egli si trasferì a Verona nel 1686 dove fu apprezzato e stimato come artista, oltre che essere ricordato per le sue doti nello scrivere spiritose e burlesche musiche e poesie in lingua veneta. Morì a Verona nel 1742 e venne sepolto nella chiesa di San Pietro Incarnario.
La pittura di Brentana era caratterizzata, in età matura, da una pennellata soffice e mossa e dal colore chiaro, divenendo interprete sensibile e di qualità di un nuovo gusto nella pittura dei primi due decenni del Settecento. Ebbe un discreto successo, tanto che furono molte le opere da lui realizzate anche per Milano, la Toscana, Roma, la Spagna, la Danimarca e la Polonia.